# Kloostri
Koordinaten: 58° 44′ N, 23° 50′ O
Kloostri (deutsch Klosterhof) ist ein Dorf (estnisch küla) in der Landgemeinde Lääneranna im Kreis Pärnu (bis 2017: Landgemeinde Lihula im Kreis Lääne).

## Einwohnerschaft und Lage

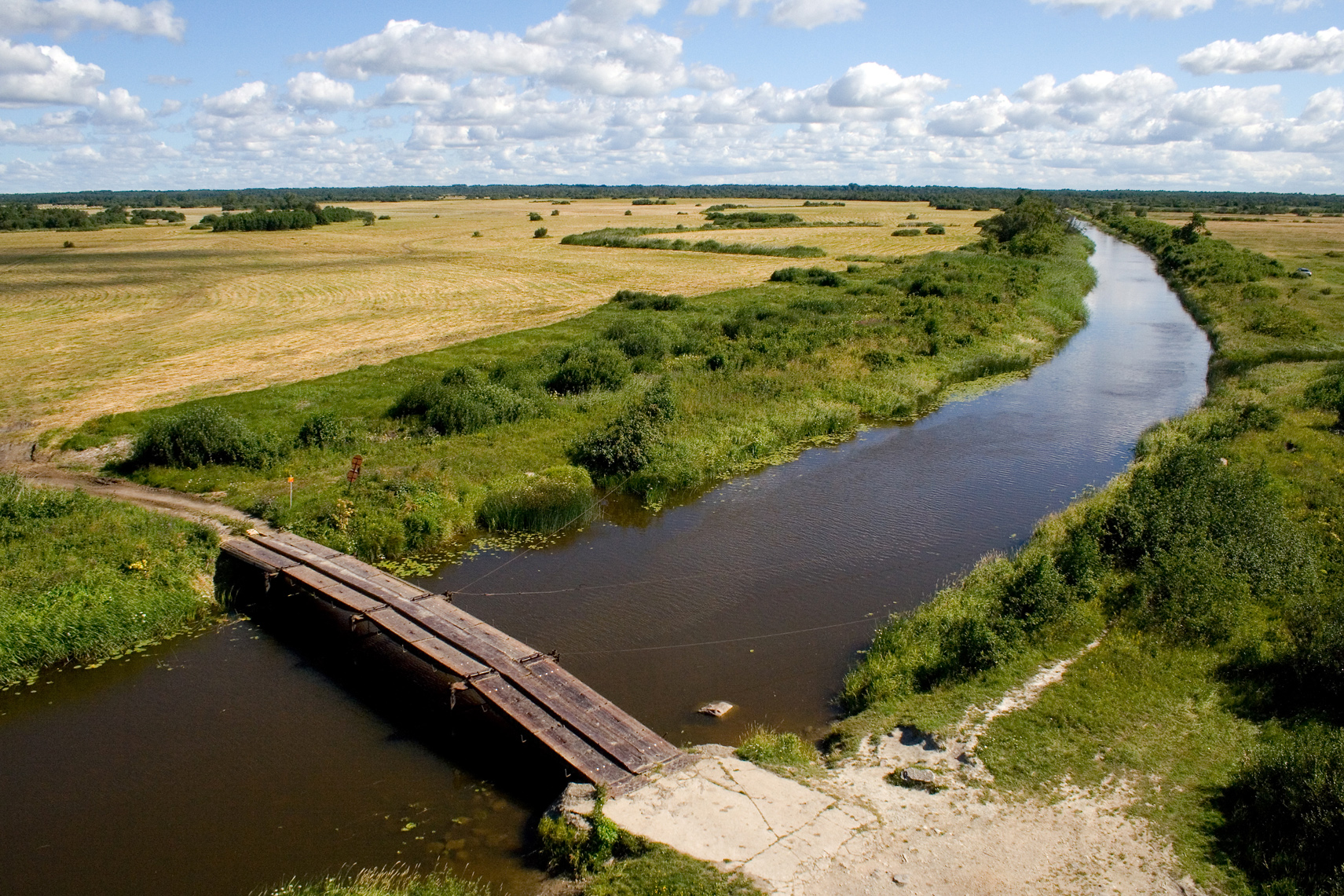
Der Fluss Kasari, gesehen vom Aussichtsturm nördlich des Dorfkerns

Der Ort hat 21 Einwohner (Stand 31. Dezember 2011). Er liegt 27 Kilometer südöstlich von Haapsalu.
Nahe dem Dorf befindet sich der 24 Meter hohe „Berg“ Salumäe in der Nähe der Matsalubucht (Matsalu laht).

## Klosterhof
Der Name des Ortes stammt von dem örtlichen Klosterhof. Er war eines der Hauptgüter des von den Zisterziensern bei Lihula geleiteten Nonnenklosters. Die Gründung von Kloster und Gut geht möglicherweise bereits auf das 13. Jahrhundert zurück.
Im Mittelalter entstand das stark befestigte Haupthaus aus Stein. Nach dem Livländischen Krieg fiel das Gut an den schwedischen Staat, der das Kloster schließen ließ. Die Regierung in Stockholm verpfändete das Gut im Jahr 1591 dem Rittmeister Caspar von Tiesenhausen. 1611 schenkte König Karl XI. das Gut dem verdienten Militär Johann von Derfelden d.Ä. (1561–1633). Über zweihundert Jahre stand es im Eigentum der adligen deutschbaltischen Familie Derfelden.
Bereits Mitte des 17. Jahrhunderts ließen sie das prächtige zweigeschossige Herrenhaus im Stil des Barock mit zwei massiven Mantelschornsteinen errichten. Teile des Gebäudes gehen wohl auf den mittelalterlichen Vorgängerbau zurück. Im Erdgeschoss befanden sich die Wirtschaftsräume, im Obergeschoss die Wohn- und Repräsentationszimmer.
1829 fiel das Gut an die adlige deutschbaltische Familie Fersen. Letzter Privateigentümer vor der estnischen Landreform 1919 war der deutschbaltische Baron Axel Nikolai von Fersen. Das Land wurde dann unter den örtlichen Bauern aufgeteilt.
Bis 1939 war das Herrenhaus in seinem ursprünglichen Stil erhalten, stand aber weitgehend leer. Dann wurden die Holzteile entfernt, die für die sowjetischen Militärbasen Verwendung fanden. Heute sind nur noch steinerne Ruinen zu sehen. Das Dach fehlt völlig. Erhalten ist noch der Park des Guts sowie einige wenige Nebengebäude.

## Persönlichkeiten
- Dorothea von Arronet (1886–1973), Malerin, Illustratorin und Grafikerin